# Maximilian Günther
Maximilian Günther (Oberstdorf, 1997. július 2.–) német autóversenyző, a Formula–E-ben a DS Penske versenyzője.

## Pályafutása

### A kezdetek
Versenyzői karrierjét 2007-ben kezdte meg. 2010-ig a gokartozott. 2011-ben ült először Formulaautóban, a Formula BMW bajnokságban. 2013-ban az ADAC Formel Masters-ben versenyzett a Mücke Motorsport színeiben. 2014-ben a második helyen végzett.

### Formula–3 Európa-bajnokság
2015-ben Günther a Formula–3 Európa-bajnokságban vett részt, ugyancsak a Mücke Motorsporttal, de a széria utolsó három versenyére átigazolt a Premához. A csapat a következő szezonra meghosszabbította a szerződését. A  2016-os bajnokságban az utolsó előtti versenyhétvégéig versenyben volt a bajnoki címért. A bajnoki álmai Imolában foszlottak szét amikor Lance Stroll több mint 100 pontos előnyre tett szert és megnyerte a szériát. 2017-re maradt az istállónál. A 30 futamos bajnokságban mindössze háromszor nem szerzett pontot, 5 versenyt nyert és 16-szor állt dobogón. Az összetett pontversenyben 3. lett 383 pontot gyűjtve.

### Formula–2
2018-ban debütált a FIA Formula–2 bajnokságában az Arden International csapatánál. A  második versenyén rögtön egy dobogót ünnepelhetett, a silverstonei sprintversenyen megszerezte első, egyben utolsó győzelmét. A bajnokság utolsó két versenyére már el sem utazott, helyette ugyanis a Red Bull juniorprogramjába tartozó Dan Ticktum vezette az autóját Abu-dzabiban.

### Formula–E
Még 2018-ban csatlakozott a Dragon Racing csapathoz teszt- és tartalékvezetőként, és részt is vett a marokkói újonc teszten. Miután Jerome d'Ambrosio elhagyta a csapatot és átszerződött a  Mahindra Racing-hez, Günther vette át a helylét versenyzőként az ötödik szezontól. A santiagoi nagydíj után a csapat Felipe Nasra váltotta és a csapat tesztpilótájává minősült vissza, mondva, hogy ez csak egy „háromversenyes program” volt a német pilóta részéről, célja az volt, hogy ő is kellő tapasztalatot szerezzen az elektromos szériában. A csapat március 26-án bejelentette, hogy mivel Nasr-nak jelenése volt a WeatherTech SportsCar bajnokság Long Beach-i fordulóján, ezért Günther helyettesítette.  A versenyt ugyan nem tudta befejezni, de rangsorolva lett, mivel teljesítette a versenytáv 90%-át. Később bejelentették, hogy befejezi a szezont és nem ültetik vissza a brazilt a helyére. A bajnokságot összesítésben a 17. helyen fejezte be 20 ponttal és két TOP5-ös eredménnyel. A 2019–20-as idényre leigazolta a BMW i Andretti Motorsport a csapattól és a márkától távozó António Félix da Costa helyére. Chilében óriási csatát vívott da Costával, amely során az utolsó körben előzte meg és ezzel élete első győzelmét könyvelhette el az elektromos szériában.

## Eredményei

### Karrier összefoglaló
| Év      | Bajnokság                  | Csapat                       | Verseny | Győzelem | Pole | Leggyorsabb kör | Dobogó | Pont | Helyezés |
| ------- | -------------------------- | ---------------------------- | ------- | -------- | ---- | --------------- | ------ | ---- | -------- |
| 2011    | Formula BMW Talent Cup     |                              | 16      | 0        | —    | —               | —      | —    | 2.       |
| 2013    | ADAC Formel Masters        | ADAC Berlin-Brandenburg e.V. | 24      | 2        | 0    | 0               | 11     | 240  | 2.       |
| 2014    | ADAC Formel Masters        | ADAC Berlin-Brandenburg      | 24      | 4        | 0    | 0               | 10     | 262  | 2.       |
| 2015    | Formula–3 Európa-bajnokság | Mücke Motorsport             | 27      | 1        | 0    | 0               | 2      | 150  | 8.       |
| 2015    | Formula–3 Európa-bajnokság | Prema Powerteam              | 3       | 0        | 0    | 0               | 0      | 150  | 8.       |
| 2016    | Formula–3 Európa-bajnokság | Prema Powerteam              | 30      | 4        | 7    | 4               | 13     | 320  | 2.       |
| 2016    | Makaói nagydíj             | Prema Powerteam              | 1       | 0        | 0    | 0               | 0      | —    | Kiesett  |
| 2017    | Formula–3 Európa-bajnokság | Prema Powerteam              | 30      | 5        | 3    | 2               | 16     | 383  | 3.       |
| 2018    | Formula–2                  | Arden International          | 22      | 1        | 0    | 0               | 2      | 41   | 14.      |
| 2018–19 | Formula–E                  | Dragon Racing                | 10      | 0        | 0    | 0               | 0      | 20   | 17.      |
| 2019–20 | Formula–E                  | BMW i Andretti Motorsport    | 11      | 2        | 0    | 0               | 3      | 69   | 9.       |
| 2020–21 | Formula–E                  | BMW i Andretti Motorsport    | 15      | 1        | 0    | 0               | 1      | 66   | 16.      |
| 2021–22 | Formula–E                  | Nissan e.dams                | 16      | 0        | 0    | 0               | 0      | 6    | 19.      |
| 2022–23 | Formula–E                  | Maserati MSG Racing          | 16      | 1        | 2    | 0               | 4      | 101  | 7.       |
| 2023–24 | Formula–E                  | Maserati MSG Racing          | 16      | 1        | 0    | 0               | 2      | 73   | 8.       |
| 2024–25 | Formula–E                  | DS Penske                    | 7       | 1        | 1    | 1               | 1      | 42   | 7.*      |

* A szezon jelenleg is zajlik.

### Teljes Formula–3 Európa-bajnokság eredménysorozata
(Táblázat értelmezése)

(Félkövér: pole-pozícióból indult; dőlt: leggyorsabb kört futott) 

| Év   | Csapat                      | 1       | 2        | 3        | 4       | 5       | 6        | 7       | 8        | 9        | 10       | 11       | 12       | 13       | 14      | 15      | 16      | 17      | 18       | 19       | 20      | 21       | 22       | 23       | 24       | 25       | 26       | 27       | 28       | 29      | 30      | 31      | 32      | 33      | Helyezés | Pont |
| ---- | --------------------------- | ------- | -------- | -------- | ------- | ------- | -------- | ------- | -------- | -------- | -------- | -------- | -------- | -------- | ------- | ------- | ------- | ------- | -------- | -------- | ------- | -------- | -------- | -------- | -------- | -------- | -------- | -------- | -------- | ------- | ------- | ------- | ------- | ------- | -------- | ---- |
| 2015 | kfzteile24 Mücke Motorsport | SIL 1 9 | SIL 2 12 | SIL 3 21 | HOC 1 5 | HOC 2 4 | HOC 3 5  | PAU 1 4 | PAU 2 18 | PAU 3 2  | MNZ 1 Ki | MNZ 2 Ki | MNZ 3 10 | SPA 1 13 | SPA 2 7 | SPA 3 8 | NOR 1 4 | NOR 2 1 | NOR 3 Ki | ZAN 1 29 | ZAN 2 7 | ZAN 3 12 | RBR 1 20 | RBR 2 14 | RBR 3 19 | ALG 1 14 | ALG 2 14 | ALG 3 Ki | NÜR 1    | NÜR 2   | NÜR 3   |         |         |         | 8.       | 150  |
| 2015 | Prema Powerteam             |         |          |          |         |         |          |         |          |          |          |          |          |          |         |         |         |         |          |          |         |          |          |          |          |          |          |          |          |         |         | HOC 1 4 | HOC 2 4 | HOC 3 6 | 8.       | 150  |
| 2016 | Prema Powerteam             | LEC 1 5 | LEC 2 Ki | LEC 3 1  | HUN 1 5 | HUN 2 1 | HUN 3 Ki | PAU 1 3 | PAU 2 14 | PAU 3 13 | RBR 1 3  | RBR 2 6  | RBR 3    | NOR 1 Ki | NOR 2 3 | NOR 3 5 | ZAN 1 4 | ZAN 2   | ZAN 3 1  | SPA 1 2  | SPA 2 7 | SPA 3 6  | NÜR 1 2  | NÜR 2    | NÜR 3 1  | IMO 1 12 | IMO 2 Ki | IMO 3 12 | HOC 1 2  | HOC 2 8 | HOC 3 9 |         |         |         | 2.       | 320  |
| 2017 | Prema Powerteam             | SIL 1 3 | SIL 2 4  | SIL 3 4  | MNZ 1 7 | MNZ 2 4 | MNZ 3    | PAU 1 3 | PAU 2 1  | PAU 3 1  | HUN 1    | HUN 2 6  | HUN 3 6  | NOR 1    | NOR 2 3 | NOR 3 2 | SPA 1 3 | SPA 2 3 | SPA 3 Ki | ZAN 1 3  | ZAN 2 7 | ZAN 3    | NÜR 1 12 | NÜR 2 13 | NÜR 3 7  | RBR 1 3  | RBR 2 7  | RBR 3 5  | HOC 1 10 | HOC 2   | HOC 3 1 |         |         |         | 3.       | 383  |

### Teljes FIA Formula–2-es eredménysorozata
(Táblázat értelmezése)

(Félkövér: pole-pozícióból indult; dőlt: leggyorsabb kört futott) 

| Év   | Csapat    | 1         | 2         | 3          | 4           | 5          | 6          | 7          | 8         | 9          | 10         | 11         | 12         | 13        | 14        | 15         | 16         | 17        | 18         | 19         | 20         | 21          | 22         | 23      | 24      | Helyezés | Pont |
| ---- | --------- | --------- | --------- | ---------- | ----------- | ---------- | ---------- | ---------- | --------- | ---------- | ---------- | ---------- | ---------- | --------- | --------- | ---------- | ---------- | --------- | ---------- | ---------- | ---------- | ----------- | ---------- | ------- | ------- | -------- | ---- |
| 2018 | BWT Arden | BHR FEA 8 | BHR SPR 2 | AZE FEA Ki | AZE SPR 15† | ESP FEA Ki | ESP SPR 12 | MON FEA 11 | MON SPR 6 | FRA FEA 12 | FRA SPR 11 | AUT FEA 15 | AUT SPR 12 | GBR FEA 8 | GBR SPR 1 | HUN FEA 16 | HUN SPR Ki | BEL FEA 9 | BEL SPR 16 | ITA FEA 12 | ITA SPR 16 | RUS FEA 16† | RUS SPR 10 | UAE FEA | UAE FEA | 14.      | 41   |

† A versenyt nem fejezte be, de helyezését értékelték, mert a versenytáv több, mint 90%-át teljesítette.

### Teljes Formula–E eredménylistája
(Táblázat értelmezése)

(Félkövér: pole-pozícióból indult; dőlt: leggyorsabb kört futott) 

| Év      | Csapat              | 1      | 2      | 3      | 4      | 5      | 6       | 7       | 8      | 9      | 10     | 11     | 12      | 13      | 14     | 15     | 16     | Helyezés | Pont |
| ------- | ------------------- | ------ | ------ | ------ | ------ | ------ | ------- | ------- | ------ | ------ | ------ | ------ | ------- | ------- | ------ | ------ | ------ | -------- | ---- |
| 2018–19 | Geox Dragon         | ADR 15 | MAR 12 | SAN Ki | MEX    | HKG    | SNY     | ROM 19† | PAR 5  | MON Ki | BER 14 | BRN 5  | NYC Ki  | NYC 19† |        |        |        | 17.      | 20   |
| 2019–20 | BMW Andretti        | ADR 18 | ADR 11 | SAN 1  | MEX 11 | MAR 2  | BER Kiz | BER Ki  | BER 1  | BER Ki | BER Ki | BER 12 |         |         |        |        |        | 9.       | 69   |
| 2020–21 | BMW Andretti        | DIR Ki | DIR Ki | ROM 9  | ROM 5  | VAL Ki | VAL 12  | MON 5   | PUE 12 | PUE 7  | NYC 1  | NYC 10 | LON 18  | LON 6   | BER 8  | BER 15 |        | 16.      | 66   |
| 2021–22 | Nissan e.dams       | DIR 12 | DIR 14 | MEX 9  | ROM Ki | ROM 11 | MON 17  | BER 18  | BER 16 | JAK 14 | MAR Ki | NYC 12 | NYC Kiz | LON 8   | LON 15 | SEO 11 | SEO Ki | 19.      | 6    |
| 2022–23 | Maserati MSG Racing | MEX 11 | DIR Vi | DIR 19 | HAI 13 | FOK Ki | SAP 11  | BER 3   | BER 6  | MON Ki | JAK 3  | JAK 1  | POR 6   | ROM 3   | ROM 6  | LON 12 | LON 18 | 7.       | 101  |
| 2023–24 | Maserati MSG Racing | MEX 4  | DIR 7  | DIR 9  | SAP 9  | TOK 1  | MIS 3   | MIS 12  | MON 9  | BER Ki | BER Ki | SHA 21 | SHA 8   | POR Ki  | POR 8  | LON Ki | LON Ki | 8.       | 73   |
| 2024–25 | DS Penske           | SAP 11 | MEX 6  | JED 1  | JED Ki | MIA 17 | MON 10  | MON 8   | TOK Ki | TOK 10 | SHA 1  | SHA Ki | JAK Ki  | BER 6   | BER Ki | LON Ki | LON 7  | 10.      | 85   |

* A szezon jelenleg is zajlik.
† A versenyt nem fejezte be, de helyezését értékelték, mert a versenytáv több, mint 90%-át teljesítette.